# Hippodrome de Gournay-en-Bray
L'hippodrome de Gournay-en-Bray, également appelé « hippodrome du Mont Louvet » est un champ de courses situé à Elbeuf-en-Bray, en plein cœur du Pays de Bray. Il est situé dans le département de Seine-Maritime et en région Normandie.
L'hippodrome de Gournay est l'un des 17 hippodromes de la Fédération des Courses d'Île-de-France et de Normandie.
C'est un hippodrome de 3e catégorie qui accueille des réunions de trot attelé et monté.

## Infrastructures
Avec sa piste en mâchefer de 1 000 mètres environ, corde à droite, l'hippodrome dispose également d'un hall de paris et de la tribune Patrick Barroux permettant d'accueillir environ 200 personnes.

## Courses
La piste de l'hippodrome propose deux distances de courses : 1 350 mètres et 2 425 mètres.
L'hippodrome de Gournay-en-Bray permet de parier en PMH (Pari Mutuel Hippodrome) sur les courses se déroulant sur sa piste mais propose également des prises de paris nationaux grâce à son guichet PMU.

## Galerie photos

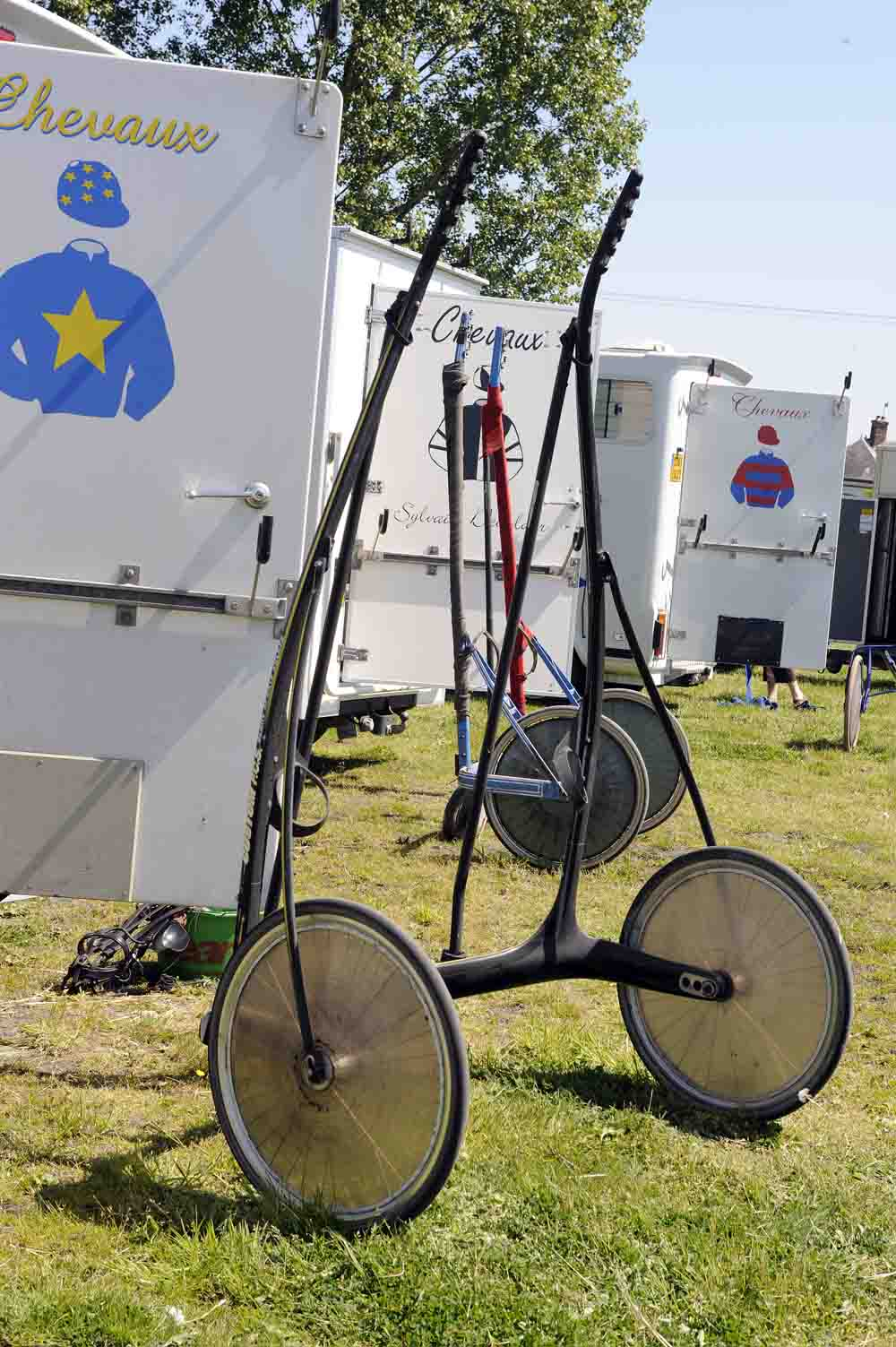
Sulky
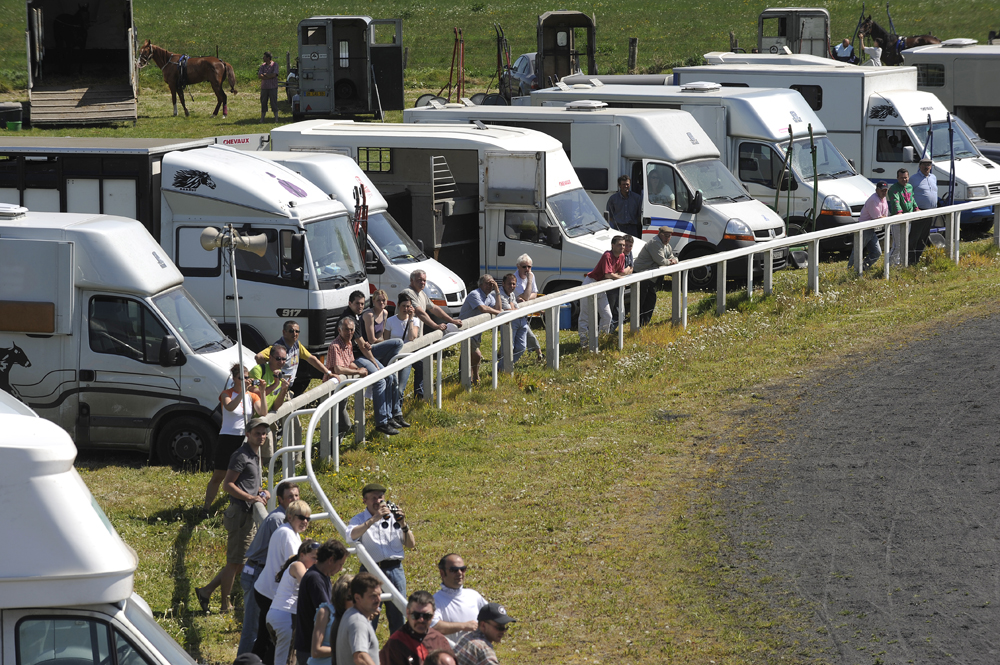
Vans
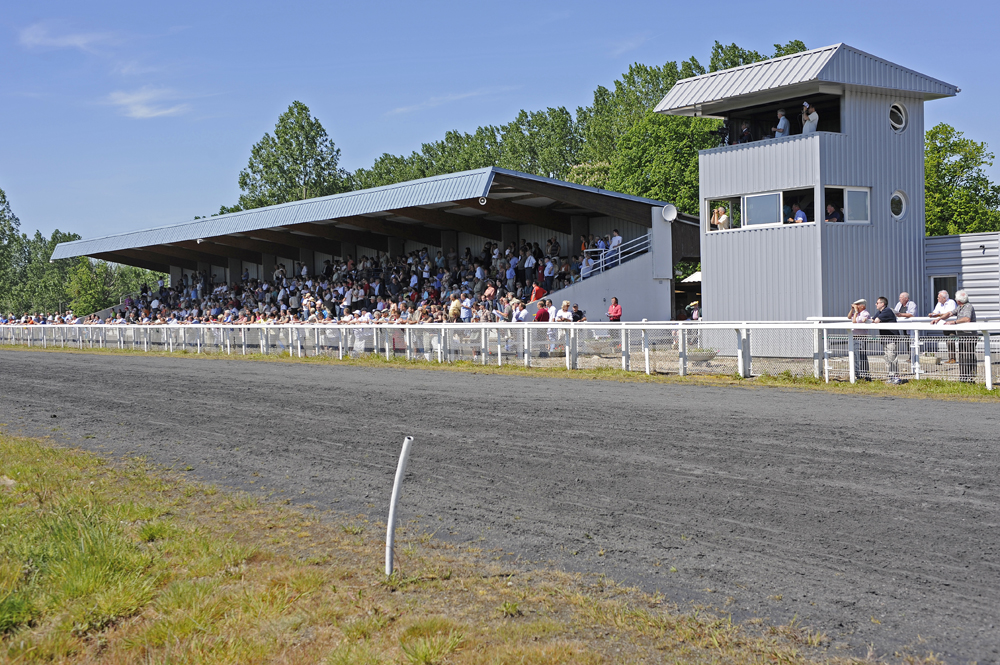
Tribune
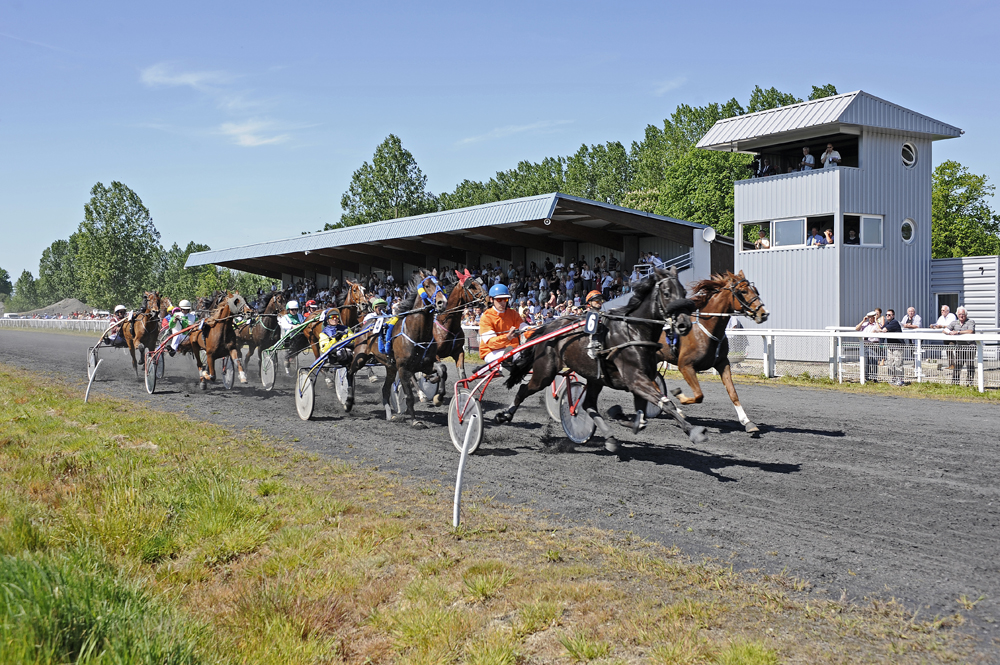
Trot attelé
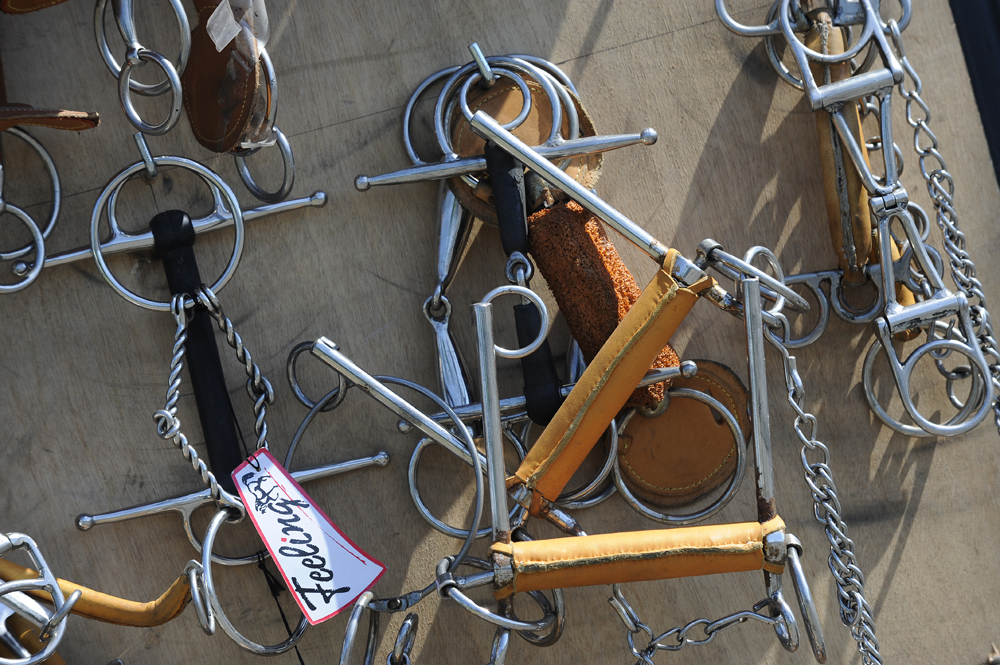
Sellerie
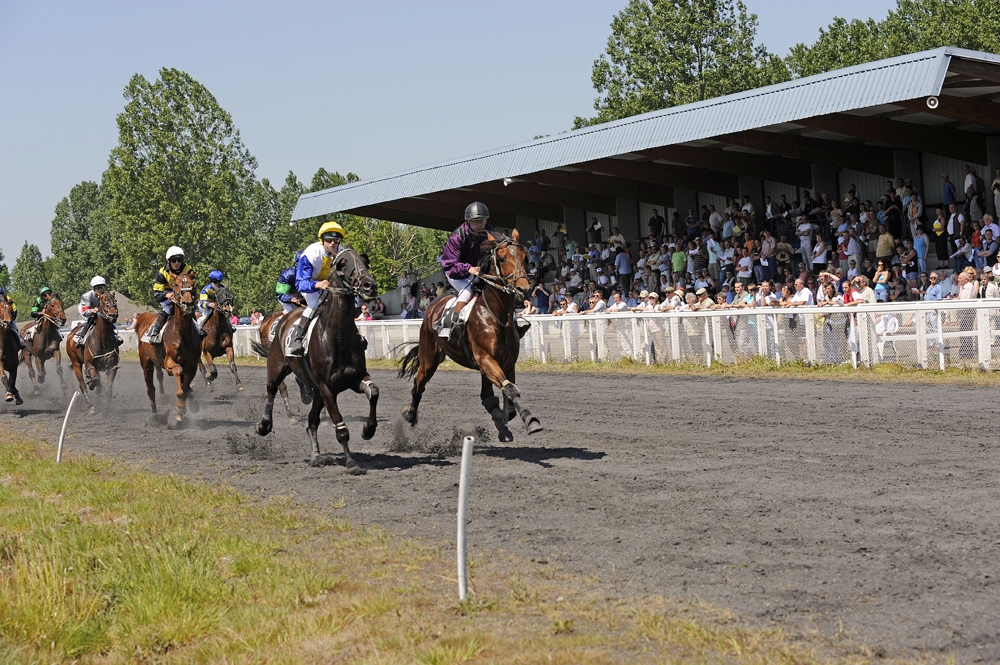
Trot monté

## Accès à l'hippodrome
L'hippodrome se situe à la sortie de Gournay-en-Bray, sur la D915 menant à Forges-les-Eaux.
- Accès en voiture : D915 à 5 km de Gournay-en-Bray en direction de Forges-les-Eaux, sur la gauche
- Accès en train : gare de Gournay-Ferrières
- Accès en avion : aéroport de Beauvais-Tillé à 30 km